# Janni Reisenauer
Janni Reisenauer (* 7. November 1997) ist ein österreichischer Skispringer und ehemaliger Nordischer Kombinierer, der für den Verein TSU St. Veit aktiv ist.

## Werdegang
Reisenauer startete als Nordischer Kombinierer in den Jahren 2011 bis 2014 bei den Junioren und im Alpencup. In beiden Wettkampfklassen gelang ihm jeweils ein Sieg, sein bestes Gesamtergebnis im Alpencup erreicht er in der Saison 2014/15 mit Platz 34.
Anschließend konzentrierte sich Reisenauer auf das Spezialspringen und nahm an zwei Saisons des Alpencups teil, wo ihm die Gesamtplatzierungen Sechster (2014/15) und Achter (2015/16) gelangen. In den kommenden Jahren startete der Österreicher im FIS Cup, wo er als bestes Ergebnis den zweiten Rang im Gesamtklassement 2021/22 erreichte. Parallel nahm Reisenauer auch am Continental-Cup teil. Bei Mannschaftsspringen im Rahmen nationaler Meisterschaften und Juniorenweltmeisterschaften stand er jeweils zweimal auf dem Podest.
Im Rahmen der Vierschanzentournee 2021/22 ging Reisenauer in Innsbruck und seinem Wohnort Bischofshofen an den Start, konnte sich aber beide Male nicht qualifizieren.
Am 25. September 2022 errang er in Hinzenbach seinen ersten Wettkampfpunkt im Skisprung-Grand-Prix.

## Sonstiges
Reisenauer trat in der Vergangenheit auch mit kleinen Schauspielrollen in Erscheinung, u. a. in der Serie Kitz (2021).

## Statistik

### Grand-Prix-Platzierungen
| Saison | Platz | Punkte |
| ------ | ----- | ------ |
| 2022   | 085.  | 001    |

### Continental-Cup-Platzierungen
| Saison  | Platz | Punkte |
| ------- | ----- | ------ |
| 2014/15 | 103.  | 005    |
| 2015/16 | 063.  | 153    |
| 2016/17 | 064.  | 131    |
| 2017/18 | 135.  | 013    |
| 2019/20 | 124.  | 020    |
| 2021/22 | 045.  | 206    |
| 2022/23 | 102.  | 013    |

### FIS-Cup-Platzierungen
| Saison  | Platz | Punkte |
| ------- | ----- | ------ |
| 2014/15 | 177.  | 014    |
| 2015/16 | 113.  | 037    |
| 2016/17 | 024.  | 197    |
| 2017/18 | 029.  | 174    |
| 2018/19 | 018.  | 204    |
| 2019/20 | 011.  | 298    |
| 2020/21 | 011.  | 211    |
| 2021/22 | 003.  | 650    |
| 2022/23 | 002.  | 650    |